# NASCAR Cup Series
La NASCAR Cup Series es un campeonato de automovilismo regulado por NASCAR (National Association for Stock Car Auto Racing), que se disputa en Estados Unidos desde el año 1949. Se trata del campeonato de stock cars más popular del mundo y del campeonato más popular de Estados Unidos junto a la IndyCar Series.

## Historia
El auge de contrabandismo de alcohol que se produjo entre 1928 y 1945 por la ley seca en Carolina del Norte, creó un grupo de conductores expertos en huir de la policía y que practicaban competiciones para probar sus habilidades en la huida. Esto se convirtió más tarde en un campeonato organizado. La carrera más prestigiosa son las 500 Millas de Daytona, que se disputan en Daytona International Speedway, que sustituyó al circuito playero de Daytona. Otros circuitos tradicionales son Darlington, Talladega, Charlotte y Bristol.
Los automóviles que se utilizan (stock cars) solían ser en un principio modelos de calle sin modificaciones mecánicas. A lo largo de las décadas, el reglamento fue modificándose para aumentar las prestaciones y disminuir las lesiones en choques. A lo largo de la temporada 2007 se fue introduciendo el Car of Tomorrow ("Automóvil del Mañana"), que posee una carrocería idéntica para todas las marcas. Desde 2022, se utiliza la NextGen, que se trata de siluetas con mayores espacios para el piloto, que va más centrado y sentado más abajo, y cuyas formas (sobre todo el frontal y la trasera) se asemejan mucho a los automóviles de serie de los cuales toman su nombre. También disponen de más y mejores barras de refuerzo, sobre todo en los montantes del parabrisas tras los últimos accidentes acaecidos, como el de Ryan Newman en Daytona en 2021. 
Los motores actuales son atmosféricos de balancines con ocho cilindros en V y 358 in3 (5.860 cm³) de cilindrada; se adoptó la gasolina sin plomo recién en 2007 y la inyección de combustible en 2012. La potencia máxima de los modelos 2007 está estimada en 865 hp (445 hp con placas restrictoras). Las tres marcas que participan desde 2013 son Chevrolet, Ford y Toyota; las últimas en abandonar la categoría fueron Buick al concluir la temporada 1991, Oldsmobile en 1992, Pontiac en 2003 y Dodge en 2012.
La gran mayoría de los circuitos usados han sido óvalos. Originalmente se mezclaban los pavimentados (asfalto y hormigón) con los de superficie suelta (arcilla y gravilla). Los segundos se eliminaron por completo para la temporada 1971, pero regresaron con una carrera en el Bristol Motor Speedway a partir de 2021. Desde fines de la década de 1990, el tamaño de los óvalos varía de la media milla de Martinsville y Bristol hasta las 2,66 millas de Talladega. Las únicas carreras en circuitos tradicionales en las 36 fechas son Sonoma, Watkins Glen y el trazado mixto de Charlotte (que usa el óvalo y el trazado tradicional de su interior, a lo que se le conoce como Roval, mezcla de Roud Course y oval). 
En 2004 se implementó un formato de campeonato llamado Chase for the Cup ("Caza por la Copa"), por el cual a diez fechas del final de la copa se eligen los pilotos mejor clasificados (inicialmente diez, desde 2007 doce), desde donde comienzan igualados a 5.000 puntos (desde 2007, más 10 puntos adicionales por cada victoria que obtenida en las primeras 26 carreras). El resto de los pilotos quedan fuera de la lucha por el título, pero siguen compitiendo en cada fecha. La escala de puntuación se modificó en 2011, con 46-42-41-40-39 puntos para los cinco primeros hasta 1 punto para el último, y se otorgaron dos de las 12 plazas en la Caza por la Copa a los pilotos con más victorias.
En 2014 volvió a modificarse el formato de la Caza por la Copa. Se aumenta el número de participantes en la Caza de 12 a 16 pilotos, al que clasificarán los 15 pilotos con el mayor número de victorias en las primeras 26 carreras, más el piloto con más puntos en la tabla general. La Caza por la Copa cuenta con tres rondas preliminares de tres carreras cada una. En cada ronda se eliminan cuatro pilotos, hasta que cuatro pilotos avanzan a la carrera final, donde el piloto que llegue primero se consagra como campeón. En cada ronda se vuelven a equiparar los puntos, a 2000 en la primera, 3000 en la segunda y la tercera, más los puntos de playoff cosechados, a excepción de la última ronda, donde se igualan a 5000. Además el ganador de cada carrera avanza automáticamente a la siguiente ronda.
En 2017 se cambió el nombre de la Caza por la Copa, pasando a denominarse Playoffs de NASCAR. Ese mismo año se empezó a galardonar al campeón de la temporada regular con un trofeo y quince puntos de playoff extra.
En el año 2021, se realizó una carrera de la NASCAR Cup Series en el óvalo de Bristol Motor Speedway, que fue cubierto con tierra compacta para la primera "Dirt Race" de la categoría en varias décadas.
En el año 2022, se introdujo el nuevo coche de séptima generación llamado Next Gen que trajo bastantes mejoras de aerodinámica, una nueva suspensión trasera independiente hecha por la marca Öhlins, nueva transmisión secuencial de 5 marchas, nuevas llantas hechas por BBS de 18 pulgadas con una sola tuerca, reemplazando a las 5 tradicionales (aunque son usadas en divisiones menores todavía) y nuevo chasis. Un modelo de este coche fue llevado a correr las 24 horas de Le Mans el año siguiente.
En 2023, se correría por primera vez desde que la competición es profesionalizada en los 70s en un circuito callejero en Chicago.

## Denominaciones del campeonato
A lo largo de la historia, este campeonato ha tenido hasta tres denominaciones distintas:
- NASCAR Strictly Stock (1949)
- NASCAR Grand National Series (1950-1970) - No debe confundirse con la posterior Busch Grand National Series (hoy en día llamada NASCAR Xfinity Series), de la segunda división de la NASCAR.
- NASCAR Cup Series (1971-presente)
  - NASCAR Winston Cup Series (1971-2003) - Durante esta época fue patrocinada por R.J. Reynolds Tobacco como mecanismo de publicidad para atraer la atención a su marca de cigarrillos Winston. En sus últimos años, el patrocinio de R.J. Reynolds Tobacco ha llegado a ser muy polémico debido la creciente restricción de la publicidad del tabaco por parte de la legislación estadounidense.
  - NASCAR Nextel Cup Series (2004-2007)
  - NASCAR Sprint Cup Series (2008-2016) - Sprint compró a Nextel en 2007.
  - Monster Energy NASCAR Cup Series (2017-2019) - Después de que el patrocinio de Sprint terminó después de la temporada 2016, la NASCAR Cup Series es patrocinada por Monster Energy a partir de 2017. Su patrocinio finalizó al término de la temporada 2019, pasando a denominarse NASCAR Cup Series, sin patrocinador, en 2020.

## Televisión
A partir de 1960, las carreras más prestigiosas de la NASCAR Cup Series se emitían resumidas en diferido, en particular en los programas Wide World of Sports de ABC, CBS Sports Spectacular de CBS y Car & Track. En 1971 se emitió por primera vez una carrera completa en ABC.
CBS emitió la primera carrera en vivo en 1979, las 500 Millas de Daytona de 1979, en la que los pilotos Cale Yarborough y Donnie Allison se tomaron a golpes de puño luego de un choque entre ellos.
En la década de 1980, los circuitos negociaron emisiones con distintas cadenas nacionales. Todas las carreras se filmaban en 1985, y prácticamente todas se emitían en vivo en 1989.
La NASCAR decidió centralizar los contratos de televisación, por lo que entre 2001 y 2006 Fox Broadcasting Company emitió la primera mitad del campeonato y la segunda mitad se emitió en NBC y Turner. En 2007, ESPN y ABC sustituyeron a NBC. A partir de 2015, NBC reemplaza a Turner, ESPN y ABC para emitir la segunda mitad del campeonato, en tanto que Fox continúa emitiendo la primera mitad.

## Circuitos 2023
- Atlanta (1960-Actualidad)
- Bristol (óvalo de tierra) (2021-Actualidad)
- Bristol (óvalo) (1961-Actualidad)
- Charlotte (circuito mixto) (2018-Actualidad)
- Charlotte (óvalo) (1960-Actualidad)
- Chicago (2023-Actualidad)
- Darlington (1950-Actualidad)
- Daytona (1959-Actualidad)
- Dover (1969-Actualidad)
- Gateway (2022-Actualidad)
- Los Ángeles (2022-Actualidad, usado como Clash)
- Fontana (1997-2020, 2022-2023; cancelado en 2021 por el Covid-19)
- Homestead (1999-Actualidad)
- Indianapolis (1994-Actualidad; se usa el circuito mixto desde 2021)
- Kansas (2001-Actualidad)
- Las Vegas (1998-Actualidad)
- Martinsville (1949-Actualidad)
- Michigan (1969-Actualidad)
- Nashville - Lebanon (2021-Actualidad)
- New Hampshire (1993-Actualidad)
- North Wilkesboro (1949-1996, 2023-Actualidad; usado como All Star en 2023)
- Phoenix (1988-Actualidad)
- Pocono (1974-Actualidad)
- Richmond (1953, 1955, 1959-Actualidad)
- Sonoma (1989-Actualidad)
- Talladega (1969-Actualidad)
- Texas - Austin (2021-Actualidad)
- Texas - Fort Worth (1997-Actualidad)
- Watkins Glen (1957, 1964-1965, 1986-Actualidad)

## Campeones
| Año  | Piloto             | Equipo                      | Número, Marca                | Victorias | Top 10 | Poles | Puntos (margen)  |
| ---- | ------------------ | --------------------------- | ---------------------------- | --------- | ------ | ----- | ---------------- |
| 1949 | Red Byron          | Raymond Parks               | #22, Oldsmobile 88           | 2         | 4      | 1     | 842.5 (117.5)    |
| 1950 | Bill Rexford       | Julian Buesink              | #60, Oldsmobile 88           | 1         | 11     | 0     | 1959 (110.5)     |
| 1951 | Herb Thomas        | Thomas Racing               | #92, Hudson Hornet           | 7         | 18     | 4     | 4208.45 (146.2)  |
| 1952 | Tim Flock          | Ted Chester                 | #91, Hudson Hornet           | 8         | 25     | 4     | 6858.5 (106)     |
| 1953 | Herb Thomas        | Thomas Racing               | #92, Hudson Hornet           | 12        | 31     | 12    | 8460 (646)       |
| 1954 | Lee Petty          | Petty Enterprises           | #42, Chrysler New Yorker     | 7         | 32     | 3     | 8649 (283)       |
| 1955 | Tim Flock          | Carl Kiekhaefer             | #300, Chrysler 300           | 18        | 33     | 18    | 9596 (1508)      |
| 1956 | Buck Baker         | Carl Kiekhaefer             | #300B, Chrysler 300-B        | 14        | 39     | 12    | 9272 (704)       |
| 1957 | Buck Baker         | Buck Baker Racing           | #87, Chevrolet               | 10        | 38     | 6     | 10716 (760)      |
| 1958 | Lee Petty          | Petty Enterprises           | #42, Oldsmobile              | 7         | 43     | 4     | 12232 (644)      |
| 1959 | Lee Petty          | Petty Enterprises           | #42, Plymouth                | 11        | 35     | 2     | 11792 (1830)     |
| 1960 | Rex White          | El mismo piloto             | #4, Chevrolet Impala         | 6         | 35     | 3     | 21164 (3936)     |
| 1961 | Ned Jarrett        | W.G. Holloway, Jr.          | #11, Chevrolet Impala        | 1         | 34     | 4     | 27272 (830)      |
| 1962 | Joe Weatherly      | Bud Moore Engineering       | #8, Pontiac                  | 9         | 45     | 7     | 30836 (2396)     |
| 1963 | Joe Weatherly      | Bud Moore Engineering       | #8, Pontiac                  | 3         | 35     | 6     | 33398 (2228)     |
| 1964 | Richard Petty      | Petty Enterprises           | #43, Plymouth Sport Fury     | 9         | 43     | 8     | 40252 (5302)     |
| 1965 | Ned Jarrett        | Bondy Long                  | #11, Ford Galaxie            | 13        | 45     | 9     | 38824 (3034)     |
| 1966 | David Pearson      | Owens Racing                | #6, Dodge Charger            | 15        | 33     | 7     | 35638 (1950)     |
| 1967 | Richard Petty      | Petty Enterprises           | #43, Plymouth Satellite      | 27        | 40     | 18    | 42472 (6028)     |
| 1968 | David Pearson      | Holman-Moody                | #17, Ford Torino             | 16        | 38     | 12    | 3499 (126)       |
| 1969 | David Pearson      | Holman-Moody                | #17, Ford Torino Talladega   | 11        | 44     | 14    | 4170 (357)       |
| 1970 | Bobby Isaac        | K&K Insurance Racing        | #71, Dodge Charger Daytona   | 11        | 38     | 13    | 3911 (51)        |
| 1971 | Richard Petty      | Petty Enterprises           | #43, Plymouth Satellite      | 21        | 41     | 9     | 4435 (364)       |
| 1972 | Richard Petty      | Petty Enterprises           | #43, Plymouth Satellite      | 8         | 28     | 3     | 8701.4 (127.9)   |
| 1973 | Benny Parsons      | DeWitt Racing               | #72, Chevrolet Chevelle      | 1         | 21     | 0     | 7173.8 (67.15)   |
| 1974 | Richard Petty      | Petty Enterprises           | #43, Dodge Charger           | 10        | 23     | 7     | 5037.75 (567.45) |
| 1975 | Richard Petty      | Petty Enterprises           | #43, Dodge Charger           | 13        | 24     | 3     | 4783 (722)       |
| 1976 | Cale Yarborough    | Junior Johnson & Associates | #11, Chevrolet Chevelle      | 9         | 23     | 2     | 4644 (195)       |
| 1977 | Cale Yarborough    | Junior Johnson & Associates | #11, Chevrolet Malibú        | 9         | 27     | 3     | 5000 (386)       |
| 1978 | Cale Yarborough    | Junior Johnson & Associates | #11, Oldsmobile Cutlass      | 10        | 24     | 8     | 4841 (474)       |
| 1979 | Richard Petty      | Petty Enterprises           | #43, Chevrolet Monte Carlo   | 5         | 27     | 1     | 4830 (11)        |
| 1980 | Dale Earnhardt Sr. | Osterlund Racing            | #2, Chevrolet Monte Carlo    | 5         | 24     | 0     | 4661 (19)        |
| 1981 | Darrell Waltrip    | Junior Johnson & Associates | #11, Buick Regal             | 12        | 25     | 11    | 4880 (53)        |
| 1982 | Darrell Waltrip    | Junior Johnson & Associates | #11, Buick Regal             | 12        | 20     | 7     | 4489 (72)        |
| 1983 | Bobby Allison      | DiGard Racing               | #22, Buick Regal             | 6         | 25     | 0     | 4667 (47)        |
| 1984 | Terry Labonte      | Billy Hagan Racing          | #44, Chevrolet Monte Carlo   | 2         | 24     | 2     | 4508 (65)        |
| 1985 | Darrell Waltrip    | Junior Johnson & Associates | #11, Chevrolet Monte Carlo   | 3         | 21     | 4     | 4292 (101)       |
| 1986 | Dale Earnhardt Sr. | Richard Childress Racing    | #3, Chevrolet Monte Carlo    | 5         | 23     | 1     | 4468 (288)       |
| 1987 | Dale Earnhardt Sr. | Richard Childress Racing    | #3, Chevrolet Monte Carlo    | 11        | 24     | 1     | 4696 (489)       |
| 1988 | Bill Elliott       | Melling Racing              | #9, Ford Thunderbird         | 6         | 22     | 6     | 4488 (24)        |
| 1989 | Rusty Wallace      | Blue Max Racing             | #27, Pontiac Grand Prix      | 6         | 20     | 4     | 4176 (12)        |
| 1990 | Dale Earnhardt Sr. | Richard Childress Racing    | #3, Chevrolet Lumina         | 9         | 23     | 4     | 4430 (26)        |
| 1991 | Dale Earnhardt Sr. | Richard Childress Racing    | #3, Chevrolet Lumina         | 4         | 21     | 0     | 4287 (195)       |
| 1992 | Alan Kulwicki      | AK Racing                   | #7, Ford Thunderbird         | 2         | 17     | 6     | 4078 (10)        |
| 1993 | Dale Earnhardt Sr. | Richard Childress Racing    | #3, Chevrolet Lumina         | 6         | 21     | 2     | 4526 (80)        |
| 1994 | Dale Earnhardt Sr. | Richard Childress Racing    | #3, Chevrolet Lumina         | 4         | 25     | 2     | 4694 (444)       |
| 1995 | Jeff Gordon        | Hendrick Motorsports        | #24, Chevrolet Monte Carlo   | 7         | 23     | 8     | 4614 (34)        |
| 1996 | Terry Labonte      | Hendrick Motorsports        | #5, Chevrolet Monte Carlo    | 2         | 24     | 4     | 4657 (37)        |
| 1997 | Jeff Gordon        | Hendrick Motorsports        | #24, Chevrolet Monte Carlo   | 10        | 23     | 1     | 4710 (14)        |
| 1998 | Jeff Gordon        | Hendrick Motorsports        | #24, Chevrolet Monte Carlo   | 13        | 28     | 7     | 5328 (364)       |
| 1999 | Dale Jarrett       | Robert Yates Racing         | #88, Ford Taurus             | 4         | 29     | 0     | 5262 (201)       |
| 2000 | Bobby Labonte      | Joe Gibbs Racing            | #18, Pontiac Grand Prix      | 4         | 24     | 2     | 5130 (265)       |
| 2001 | Jeff Gordon        | Hendrick Motorsports        | #24, Chevrolet Monte Carlo   | 6         | 24     | 6     | 5112 (349)       |
| 2002 | Tony Stewart       | Joe Gibbs Racing            | #20, Pontiac Grand Prix      | 3         | 21     | 2     | 4800 (63)        |
| 2003 | Matt Kenseth       | Roush Fenway Racing         | #17, Ford Taurus             | 1         | 25     | 0     | 5022 (90)        |
| 2004 | Kurt Busch         | Roush Fenway Racing         | #97, Ford Taurus             | 3         | 21     | 1     | 6506 (8)         |
| 2005 | Tony Stewart       | Joe Gibbs Racing            | #20, Chevrolet Monte Carlo   | 5         | 25     | 3     | 6533 (35)        |
| 2006 | Jimmie Johnson     | Hendrick Motorsports        | #48, Chevrolet Monte Carlo   | 5         | 24     | 1     | 6475 (56)        |
| 2007 | Jimmie Johnson     | Hendrick Motorsports        | #48, Chevrolet Monte Carlo   | 10        | 24     | 4     | 6723 (77)        |
| 2008 | Jimmie Johnson     | Hendrick Motorsports        | #48, Chevrolet Impala        | 7         | 22     | 6     | 6684 (69)        |
| 2009 | Jimmie Johnson     | Hendrick Motorsports        | #48, Chevrolet Impala        | 7         | 24     | 4     | 6652 (141)       |
| 2010 | Jimmie Johnson     | Hendrick Motorsports        | #48, Chevrolet Impala        | 6         | 23     | 2     | 6622 (39)        |
| 2011 | Tony Stewart       | Stewart-Haas Racing         | #14, Chevrolet Impala        | 5         | 19     | 1     | 2403 (0)         |
| 2012 | Brad Keselowski    | Team Penske                 | #2, Dodge Charger            | 5         | 23     | 0     | 2400 (39)        |
| 2013 | Jimmie Johnson     | Hendrick Motorsports        | #48, Chevrolet SS            | 6         | 24     | 4     | 2419 (19)        |
| 2014 | Kevin Harvick      | Stewart-Haas Racing         | #4, Chevrolet SS             | 5         | 20     | 8     | 5043 (1)         |
| 2015 | Kyle Busch         | Joe Gibbs Racing            | #18, Toyota Camry            | 5         | 16     | 1     | 5043 (1)         |
| 2016 | Jimmie Johnson     | Hendrick Motorsports        | #48, Chevrolet SS            | 5         | 16     | 1     | 5040 (3)         |
| 2017 | Martin Truex Jr.   | Furniture Row Racing        | #78, Toyota Camry            | 8         | 26     | 3     | 5040 (5)         |
| 2018 | Joey Logano        | Team Penske                 | #22, Ford Fusion             | 3         | 26     | 1     | 5040 (5)         |
| 2019 | Kyle Busch         | Joe Gibbs Racing            | #18, Toyota Camry            | 5         | 27     | 1     | 5040 (5)         |
| 2020 | Chase Elliott      | Hendrick Motorsports        | #9, Chevrolet Camaro         | 5         | 22     | 1     | 5040 (5)         |
| 2021 | Kyle Larson        | Hendrick Motorsports        | #5, Chevrolet Camaro         | 10        | 25     | 2     | 5040 (5)         |
| 2022 | Joey Logano        | Team Penske                 | #22, Ford Mustang GT         | 4         | 17     | 4     | 5040 (6)         |
| 2023 | Ryan Blaney        | Team Penske                 | #12, Ford Mustang GT         | 3         | 18     | 0     | 5035 (1)         |
| 2024 | Joey Logano        | Team Penske                 | #22, Ford Mustang Dark Horse | 4         | 13     | 3     | 5040 (5)         |

#### Campeones de la temporada regular
En 2017, NASCAR comenzó a premiar al campeón de la temporada regular, otorgándole un trofeo y 15 puntos extra para los playoffs.
| Año  | Campeón          | Equipo               |
| ---- | ---------------- | -------------------- |
| 2017 | Martin Truex Jr. | Furniture Row Racing |
| 2018 | Kyle Busch       | Joe Gibbs Racing     |
| 2019 | Kyle Busch       | Joe Gibbs Racing     |
| 2020 | Kevin Harvick    | Stewart-Haas Racing  |
| 2021 | Kyle Larson      | Hendrick Motorsports |
| 2022 | Joey Logano      | Team Penske          |
| 2023 | Martin Truex Jr. | Joe Gibbs Racing     |

## Estadísticas

### Títulos de constructores
| N.º | Constructor | Títulos | Años |
| --- | ----------- | ------- | --- |
| 1   | Chevrolet   | 41      | 1958, 1959, 1960, 1961, 1972, 1973, 1974, 1976, 1977, 1978, 1979, 1980, 1983, 1984, 1985, 1986, 1987, 1988, 1989, 1990, 1991, 1993, 1995, 1996, 1998, 2001, 2005, 2006, 2007, 2008, 2009, 2010, 2011, 2013, 2014, 2016, 2020, 2021. |
| 2   | Ford        | 23      | 1956, 1957, 1963, 1964, 1965, 1966, 1967, 1968, 1969, 1988, 1992, 1999, 2003, 2004, 2018, 2022, 2023, 2024 . |
| 3   | Hudson      | 3       | 1952, 1953, 1954 |
| 3   | Toyota      | 3       | 2015, 2017, 2019 |
| 5   | Dodge       | 2       | 1970, 2012 |
| 5   | Pontiac     | 2       | 1962, 2002 |
| 5   | Buick       | 2       | 1980, 1981 |
| 7   | Oldsmobile  | 1       | 1955 |
| 7   | Plymouth    | 1       | 1971 |

### Constructores con más victorias
Datos actualizados hasta la fecha 10/11 correspondiente a la 36° fecha del Campeonato 2024.
| Constructor | Victorias |
| ----------- | --------- |
| Chevrolet   | 862       |
| Ford        | 740       |
| Dodge       | 217       |
| Plymouth    | 191       |
| Toyota      | 189       |
| Pontiac     | 154       |
| Oldsmobile  | 115       |

### Pilotos con más títulos
| Piloto           | Total | Temporadas                               |
| ---------------- | ----- | ---------------------------------------- |
| Richard Petty    | 7     | 1964, 1967, 1971, 1972, 1974, 1975, 1979 |
| Dale Earnhardt   | 7     | 1980, 1986, 1987, 1990, 1991, 1993, 1994 |
| Jimmie Johnson   | 7     | 2006, 2007, 2008, 2009, 2010, 2013, 2016 |
| Jeff Gordon      | 4     | 1995, 1997, 1998, 2001                   |
| Lee Petty        | 3     | 1954, 1958, 1959                         |
| David Pearson    | 3     | 1966, 1968, 1969                         |
| Cale Yarborough  | 3     | 1976, 1977, 1978                         |
| Darrell Waltrip  | 3     | 1981, 1982, 1985                         |
| Tony Stewart     | 3     | 2002, 2005, 2011                         |
| Joey Logano      | 3     | 2018, 2022, 2024                         |
| Herb Thomas      | 2     | 1951, 1953                               |
| Tim Flock        | 2     | 1952, 1955                               |
| Buck Baker       | 2     | 1956, 1957                               |
| Joe Weatherly    | 2     | 1962, 1963                               |
| Ned Jarrett      | 2     | 1961, 1965                               |
| Terry Labonte    | 2     | 1984, 1996                               |
| Kyle Busch       | 2     | 2015, 2019                               |
| Red Byron        | 1     | 1949                                     |
| Bill Rexford     | 1     | 1950                                     |
| Rex White        | 1     | 1960                                     |
| Bobby Isaac      | 1     | 1970                                     |
| Benny Parsons    | 1     | 1973                                     |
| Bobby Allison    | 1     | 1983                                     |
| Bill Elliott     | 1     | 1988                                     |
| Rusty Wallace    | 1     | 1989                                     |
| Alan Kulwicki    | 1     | 1992                                     |
| Dale Jarrett     | 1     | 1999                                     |
| Bobby Labonte    | 1     | 2000                                     |
| Matt Kenseth     | 1     | 2003                                     |
| Kurt Busch       | 1     | 2004                                     |
| Brad Keselowski  | 1     | 2012                                     |
| Kevin Harvick    | 1     | 2014                                     |
| Martin Truex Jr. | 1     | 2017                                     |
| Chase Elliott    | 1     | 2020                                     |
| Kyle Larson      | 1     | 2021                                     |
| Ryan Blaney      | 1     | 2023                                     |

### Pilotos con más victorias
Actualizado a 1 de febrero de 2024
| Piloto           | Total | Temporadas |
| ---------------- | ----- | ---------- |
| Kyle Busch       | 2     | 2018, 2019 |
| Martin Truex Jr. | 2     | 2017, 2023 |
| Kevin Harvick    | 1     | 2020       |
| Chase Elliott    | 1     | 2022       |
| Kyle Larson      | 1     | 2021       |
| Tyler Reddick    | 1     | 2021       |

| Piloto          | Victorias |
| --------------- | --------- |
| Richard Petty   | 200       |
| David Pearson   | 105       |
| Jeff Gordon     | 93        |
| Bobby Allison   | 84        |
| Darrell Waltrip | 84        |
| Cale Yarborough | 83        |
| Jimmie Johnson  | 83        |
| Dale Earnhardt  | 76        |
| Kyle Busch      | 60        |
| Kevin Harvick   | 60        |
| Rusty Wallace   | 55        |
| Lee Petty       | 54        |
| Denny Hamlin    | 51        |
| Ned Jarrett     | 50        |
| Junior Johnson  | 50        |

### Equipos con más títulos
En negrita, los equipos que actualmente compiten en la NASCAR Cup Series
| Equipo                      | Total | Temporadas                                                                         |
| --------------------------- | ----- | ---------------------------------------------------------------------------------- |
| Hendrick Motorsports        | 14    | 1995, 1996, 1997, 1998, 2001, 2006, 2007, 2008, 2009, 2010, 2013, 2016, 2020, 2021 |
| Petty Enterprises           | 10    | 1954, 1958, 1959, 1964, 1967, 1971, 1972, 1974, 1975, 1979                         |
| Junior Johnson & Associates | 6     | 1976, 1977, 1978, 1981, 1982, 1985                                                 |
| Richard Childress Racing    | 6     | 1986, 1987, 1990, 1991, 1993, 1994                                                 |
| Joe Gibbs Racing            | 5     | 2000, 2002, 2005, 2015, 2019                                                       |
| Team Penske                 | 5     | 2012, 2018, 2022, 2023, 2024                                                       |
| Thomas Racing               | 2     | 1951, 1953                                                                         |
| Holman-Moody                | 2     | 1968, 1969                                                                         |
| Bud Moore Engineering       | 2     | 1962, 1963                                                                         |
| Roush Fenway Racing         | 2     | 2003, 2004                                                                         |
| Stewart-Haas Racing         | 2     | 2011, 2014                                                                         |
| Buck Baker Racing           | 1     | 1957                                                                               |
| Owens Racing                | 1     | 1966                                                                               |
| K&K Insurance Racing        | 1     | 1970                                                                               |
| DeWitt Racing               | 1     | 1973                                                                               |
| Osterlud Racing             | 1     | 1980                                                                               |
| Billy Hagan Racing          | 1     | 1984                                                                               |
| DiGard Racing               | 1     | 1983                                                                               |
| Melling Racing              | 1     | 1988                                                                               |
| Blue Max Racing             | 1     | 1989                                                                               |
| AK Racing                   | 1     | 1992                                                                               |
| Robert Yates Racing         | 1     | 1999                                                                               |
| Furniture Row Racing        | 1     | 2017                                                                               |

Notas
En 1960 Rex White ganó el campeonato compitiendo con un coche que era de su propiedad, pero al no crear un propio equipo como tal, no hay una organización que gane el campeonato de equipos. 
En 1961 y 1965 Ned Jarrett, quien corrió para B.G. Holloway y Bondy Long pero sin pertenecer a una organización como tal, de modo que el nombre del dueño del coche aparece en el del ganador de equipos pero no en el ranking de equipos con más títulos al no ser un equipo como tal. De igual modo Carl Kierkhaefer aparece como ganador de título de equipos de 1956 y de 1955 ya que él era el propietario de los coches que pilotaban Buck Baker y Tim Flock. Esto también sucede en los años 1949, 1950 y 1952, con los dueños de coches Raymond Parks, Julian Buesink y Tod Chester, y sus pilotos Red Byron, Bill Rexford y Tim Flock, respectivamente.

### Equipos con más victorias
Actualizado hasta la fecha 10/11 correspondiente a la 36° fecha del Campeonato 2024.
| Equipo                      | Victorias |
| --------------------------- | --------- |
| Hendrick Motorsports        | 312       |
| Petty Enterprises           | 268       |
| Joe Gibbs Racing            | 214       |
| Team Penske                 | 150       |
| RFK Racing                  | 143       |
| Junior Johnson & Associates | 132       |
| Richard Childress Racing    | 117.      |
| Stewart-Haas Racing         | 70        |